# Elecciones presidenciales de Venezuela de 1846
Las elecciones presidenciales de Venezuela de 1846 fueron unas elecciones indirectas realizadas el 7 de diciembre de 1846 donde José Tadeo Monagas es electo presidente de república para el período 1847-1851 y dio inicio al Monagato.

## Campaña
Originalmente el Partido Conservador del presidente Carlos Soublette se decantó por apoyar a Rafael Urdaneta para las elecciones de 1846, sin embargo su inesperada muerte en 1845 hizo que el partido se quedara sin candidato, el nombre de José Antonio Páez empieza a resonar, pero este niega la candidatura y en cambio decide apoyar a la figura de José Tadeo Monagas para representar al partido, quien hasta ese momento había sido independiente, y aun a pesar de los conflictos que Páez había tenido con el en el pasado, a fin de lograr una candidatura conciliadora. Carlos Soublette disgustado con la decisión prefirió apoyar a Bartolomé Salom. Otro candidatos fueron José Félix Blanco, Manuel Felipe de Tovar y Santos Michelena.
Los liberales estaban divididos entre las candidaturas de José Gregorio Monagas, Santiago Mariño y Antonio Leocadio Guzmán quién tenía el respaldo de los artesanos, de la mayor parte del Partido Liberal y de la mayoría de los sectores descontentos con el gobierno. Se desarchivó un juicio donde aparecía Guzmán como deudor de los fondos públicos durante la campaña para censurarlo.
En medio de esta contienda electoral aparece el periódico liberal El Eco de Venezuela, censuraba la división de este partido y proponía como candidato único a la Presidencia a José Félix Blanco.
Antonio Leocadio Guzmán llevaba años atacando al gobierno desde su periódico El Venezolano ocasionando un ambiente de tensión esto les resto el apoyo de los hacendados quienes vieron en él a un alentador de pasiones y a un hombre radical que propugnaba una revolución social.
Ante el temor del inicio de un conflicto armado Santiago Mariño intento organizar una entrevista entre Antonio Leocadio Guzmán y José Antonio Páez, sin embargo el estallido de la Insurrección campesina de Venezuela de 1846 liderada por los seguidores de Guzmán, Ezequiel Zamora y el Indio Rangel bajo la bandera de "elección popular, principio alternativo, orden, horror a la oligarquía", provocó el arresto de Guzmán en Caracas, tras ser acusado por conspiración, y su anulación electoral.

## Elección en el Congreso
El 7 de diciembre de 1846 se realizaron las elecciones, para ganar se requerían 213 votos equivalentes a dos terceras partes del Congreso. Los resultados fueron 107 votos a favor de José Tadeo Monagas, 97 a Bartolomé Salom, 57 a Antonio Leocadio Guzmán, 46 a José Félix Blanco, 6 a José Gregorio Monagas, 2 a José Antonio Páez y a Manuel Felipe de Tovar y un voto a Santos Michelena y a Santiago Mariño. Ante estos resultados se realiza una segunda ronda de votación entre José Tadeo Monagas, Bartolomé Salom y José Félix Blanco.
En esta segunda vuelta la candidatura de Antonio Leocadio Guzmán fue descartada por el congreso ya que sus derechos estaban en suspenso en virtud de una causa por conspiración, por lo cual el congreso controlado por amplia mayoría conservadora opta por eliminarlo de la lista de candidatos a segunda ronda. De esta manera solo quedan José Tadeo Monagas, Bartolomé Salom y José Félix Blanco.
|  | 79.49 % |

|  | 11.54 % |

|  | 8.97 % |

José Tadeo Monagas salió triunfante de dicha elección y posteriormente fue confirmado por el Congreso el 20 de enero de 1847, ese día Carlos Soublette entrega la primera magistratura al vicepresidente Diego Bautista Urbaneja, quien preside interinamente la República hasta el 1 de marzo de 1847 cuando se juramenta, esto dio inicio al Monagato.